# Made in Israel
Made In Israel es una película dramática israelí dirigida por Ari Folman que se estrenó en los cines el 27 de septiembre de 2001.
La película estuvo nominada a 13 premios de la Academia de Televisión de Israel. Incluyendo el premio "Favorito de la multitud". La película finalmente ganó solo dos, el premio Ophir a la mejor fotografía y el premio Ophir a la mejor banda sonora. La película también fue nominada para el "Premio Volgin" en el Festival de Cine de Jerusalén de 2001.
La banda sonora de la película fue compuesta por Berry Sakharoff y fue lanzada como CD en diciembre de 2001.

## Argumento
La trama de la película transcurre "en algún lugar de un futuro no muy lejano", según reza el subtítulo al inicio de la película, y transcurre íntegramente en los Altos del Golán en los días posteriores a la firma de un acuerdo de paz entre Israel y Siria. Al comienzo de la película, comienzan dos historias paralelas de dos parejas de asesinos enviados por Hoffman, el hijo de un sobreviviente del Holocausto, para traer al último nazi a Israel para llevarlo a un juicio espectáculo en Israel, y también hay una recompensa por su cabeza.
Un par de asesinos son Vitali y su tío, una pareja de enamorados de Rusia. Vitali es un asesino a sueldo con mucha experiencia que sirvió en el Ejército Rojo, mientras que Hoffman, el despachador del asesino, también sirvió allí. El segundo par son Farah y Titak. Tiktok se ve envuelto en la persecución de los nazis, pero Farah es un hombre más experimentado con las armas. Frente a estas dos parejas, la policía también, en virtud de su papel, busca llevar a juicio al último nazi, e incluso encarcelarlo al comienzo de la película, pero es liberado del vehículo en el que estaba preso debido a a la falta de atención de la policía.
Toda la película describe una situación un tanto surrealista, incluso hacia un futuro no muy lejano, donde los personajes no se comportan ni hablan del todo como lo hace la gente normal, e incluso puede verse como algo apocalíptico porque apenas hay personas visibles en el interior. en ella, más allá de los personajes principales, y sin herramientas, se aprecian en ella vehículos o casas que corresponden a alguna época del Israel del siglo XXI.

## Reparto
| Actor/Actriz    | Personaje      |
| --------------- | -------------- |
| Menashé Noy     | Eddie Zanzori  |
| Yevgenia Dodina | Doo doo        |
| Ígor Mikrobanov | Vitaly         |
| Sasson Gabay    | Flor           |
| Gorrión cornudo | TIC Tac        |
| Jürgen Holtz    | Egon Schulz    |
| Graduado Tzachi | Personal       |
| Efrat ben Tzur  | Guía turístico |
| Rennie Blair    | Policía        |